# Johan Plat
Johan Plat (Purmerend, 26 februari 1987) is een Nederlands voetbaltrainer en voormalig voetballer. 

## Carrière

### Voetballer
Plat speelde in de hoogste jeugdteams van Ajax en later AZ. Daarna kwam hij voor een aantal clubs in de Eerste divisie uit. Hij begon zijn profcarrière bij FC Volendam. Vervolgens speelde hij achtereenvolgens voor FC Zwolle, FC Dordrecht en FC Oss om uiteindelijk neer te strijken in Velsen-Zuid bij Telstar. In 2012 tekende hij bij Hansa Rostock, dat net naar de 3. Liga gedegradeerd was. Vanaf 2014 speelde hij voor het naar de Eerste divisie gedegradeerde Roda JC Kerkrade, wat na een seizoen weer ging promoveren naar de Eredivisie. Hij stopte aan het einde van het seizoen met betaalde voetbal en tekende samen met zijn broertje bij VV Katwijk, destijds uitkomend in de Topklasse. Na een halfjaar moest hij noodgedwongen stoppen met voetballen vanwege aanhoudend blessureleed.

### Voetbaltrainer
Plat besloot vervolgens om het trainersvak in te duiken. Hij was van 2016 tot 2018 assistent-trainer van Dick Schreuder bij Katwijk. Nadat Schreuder plotseling naar Philadelphia Union vertrok was Plat, samen met Patrick Heijmans, één wedstrijd interim-hoofdtrainer van de Katwijkers. Vervolgens nam Jack van den Berg het stokje over. Hij leidde hen naar de titel in de Tweede divisie. Aan het einde van dat succesjaar besloot Plat om Katwijk te verlaten.
Hij werkte vervolgens een jaar in de jeugdopleiding van RKAV Volendam. Op 30 april 2019 werd bekend dat FC Volendam Plat had gecontracteerd om per medio 2019 aan de slag te gaan als hoofdtrainer van Jong FC Volendam.
Toen Schreuder in het seizoen 2021/22 terugkeerde in Nederland om bij PEC Zwolle aan de slag te gaan werd Plat opnieuw zijn assistent-trainer. De twee maakten in 2023 de overstap naar het ambitieuze CD Castellón op het derde niveau van Spanje. In hun eerste seizoen werden ze kampioen en promoveerde ze naar de Segunda División A. Door een reeks tegenvallende resultaten werd Schreuder in januari 2025 ontslagen, waarna Plat werd aangesteld als diens opvolger.

### Statistieken
| Seizoen         | Club             | Land            | Competitie      | Competitie | Competitie | Beker | Beker | Internationaal | Internationaal | Overig | Overig | Totaal | Totaal |
| Seizoen         | Club             | Land            | Competitie      | Wed.       | Dlp.       | Wed.  | Dlp.  | Wed.           | Dlp.           | Wed.   | Dlp.   | Wed.   | Dlp.   |
| --------------- | ---------------- | --------------- | --------------- | ---------- | ---------- | ----- | ----- | -------------- | -------------- | ------ | ------ | ------ | ------ |
| 2007/08         | FC Volendam      | Nederland       | Eerste divisie  | 14         | 1          | 0     | 0     | –              | –              | –      | –      | 14     | 1      |
| 2008/09         | FC Zwolle        | Nederland       | Eerste divisie  | 21         | 2          | 1     | 0     | –              | –              | 2      | 0      | 24     | 2      |
| 2009/10         | FC Dordrecht     | Nederland       | Eerste divisie  | 11         | 1          | 1     | 0     | –              | –              | –      | –      | 12     | 1      |
| 2009/10         | FC Oss           | Nederland       | Eerste divisie  | 13         | 5          | 0     | 0     | –              | –              | –      | –      | 13     | 5      |
| 2010/11         | Telstar          | Nederland       | Eerste divisie  | 27         | 10         | 3     | 0     | –              | –              | –      | –      | 30     | 10     |
| 2011/12         | Telstar          | Nederland       | Eerste divisie  | 32         | 15         | 0     | 0     | –              | –              | –      | –      | 32     | 15     |
| 2012/13         | Hansa Rostock    | Duitsland       | 3. Liga         | 33         | 10         | 1     | 1     | –              | –              | 1      | 0      | 35     | 11     |
| 2013/14         | Hansa Rostock    | Duitsland       | 3. Liga         | 22         | 4          | 0     | 0     | –              | –              | –      | –      | 22     | 4      |
| 2014/15         | Roda JC Kerkrade | Nederland       | Eerste divisie  | 20         | 7          | 1     | 0     | –              | –              | 0      | 0      | 21     | 7      |
| Carrière totaal | Carrière totaal  | Carrière totaal | Carrière totaal | 193        | 55         | 7     | 1     | 0              | 0              | 3      | 0      | 203    | 56     |